# Mieczysław Zmitrowicz
Mieczysław Zmitrowicz (ur. 10 października 1918 w Słobódce, zm. 26 marca 2002 w Londynie) – żołnierz polski Armii Andersa, uczestnik bitew o Monte Cassino i Ankonę.

## Życiorys

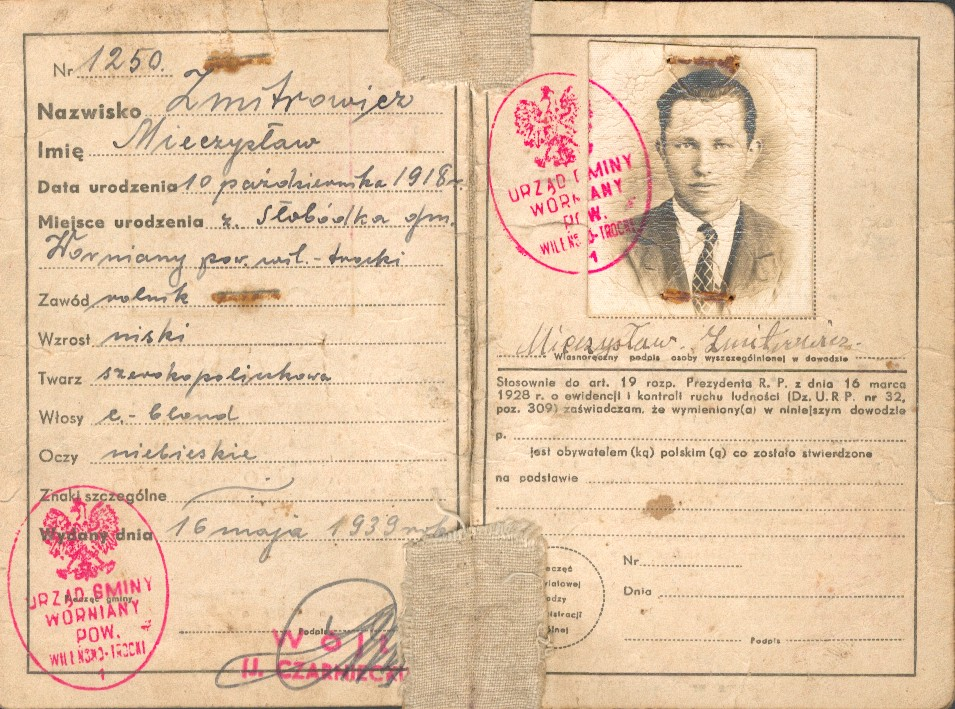
Dowód osobisty Mieczysława Zmitrowicza

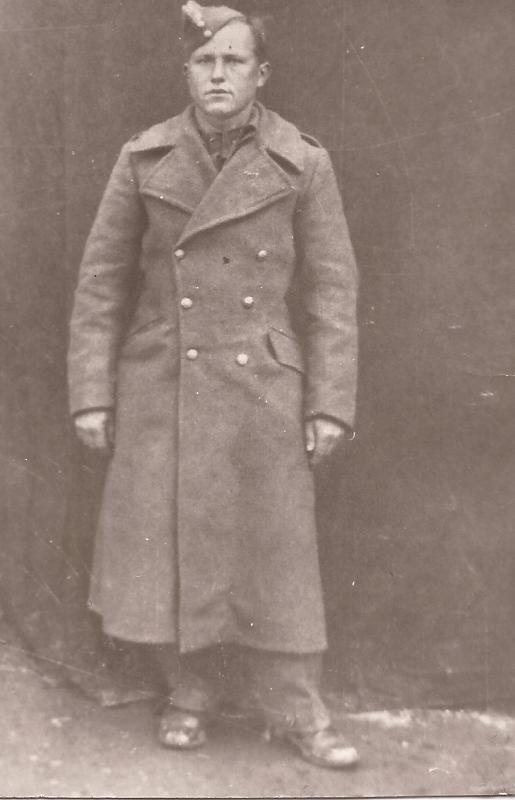
Mieczysław Zmitrowicz w Mosulu, luty 1943 rok

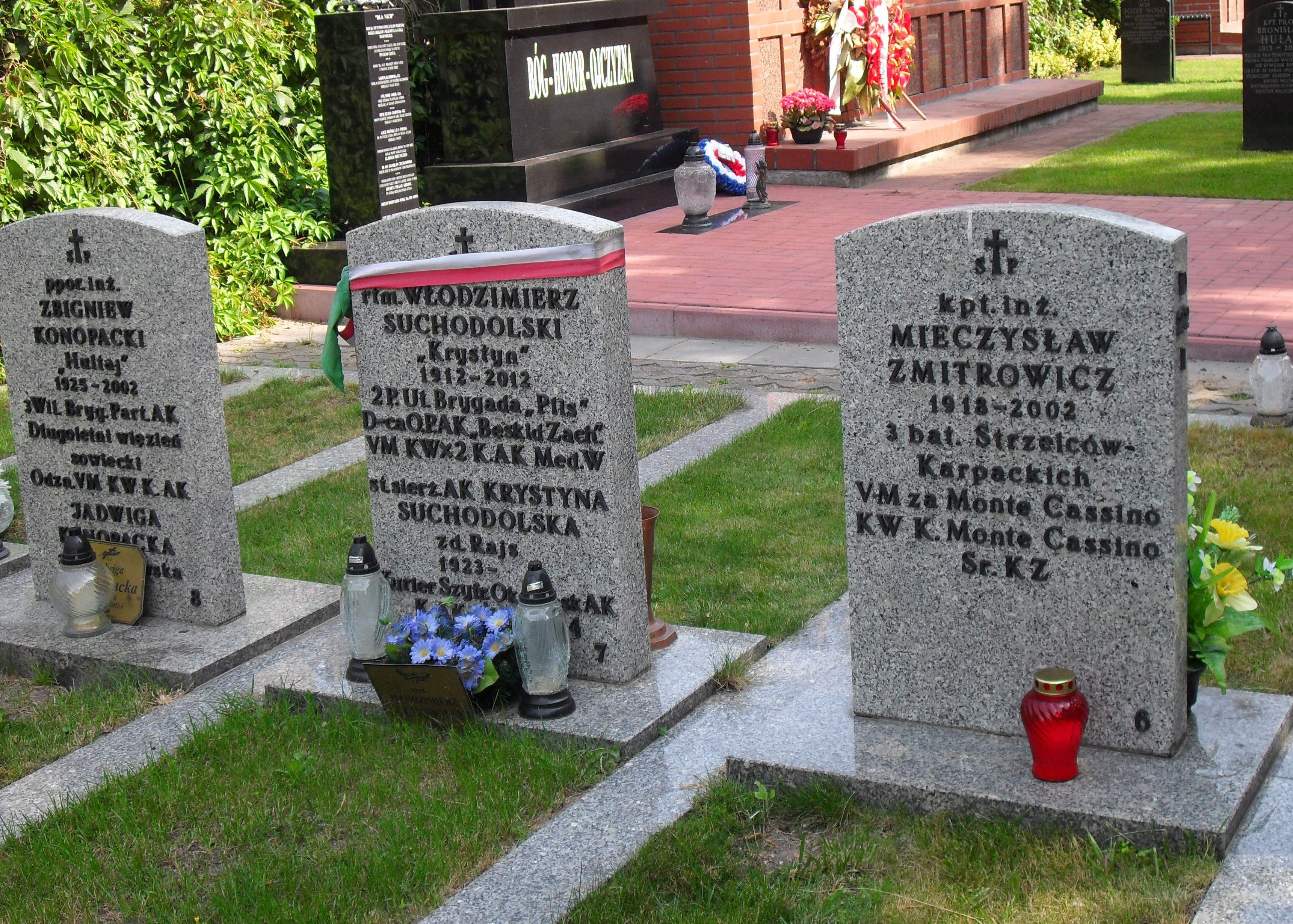
Grób Zmitrowicza na Powązkach

Mieczysław Zmitrowicz urodził się w zaścianku Słobódka, który w okresie międzywojennym znajdował się w województwie wileńskim, w powiecie wileńsko-trockim, w gminie Worniany, obecnie w granicach Białorusi. Przyszedł na świat w rodzinie rolnika Andrzeja Zmitrowicza i Malwiny z domu Kołpak. W Słobódce ukończył 4 klasy szkoły powszechnej. Po agresii ZSRR na Polskę we wrześniu 1939, tereny te zostały włączone w skład Białoruskiej SRR jako Zachodnia Białoruś. Władze radzieckie przeprowadzały mobilizację do wojska wybranych roczników poborowych na okupowanych terenach. 5 maja 1940 Mieczysław Zmitrowicz został również objęty przymusowym poborem i wcielony do Armii Czerwonej. W 1941, po wybuchu wojny niemiecko-radzieckiej, nie został wysłany na front, ponieważ Sowieci nie mieli zaufania do lojalności żołnierzy z Kresów Wschodnich w ich szeregach. Został wyznaczony do batalionu budowlanego Armii Czerwonej, tzw. „strojbatalionu” i przeniesiony w głąb ZSRR. W latach 1941–1942 przebywał w zmilitaryzowanym obozie pracy w tajdze na Syberii, pracując tam przy wyrębie lasów.
Po ogłoszeniu przez władze radzieckie tworzenia Armii Polskiej w ZSRR pod dowództwem gen. Andersa, od sierpnia 1941 zaczęto wypuszczać ochotników do wojska z obozów. Mieczysław skorzystał z tej możliwości, opuścił obóz i przedostał się do Kazachstanu. Tam 17 marca 1942 został wcielony do 10 Dywizji Piechoty, stacjonującej w miejscowości Ługowoje w południowym Kazachstanie. Miało to miejsce zaledwie 7 dni przed rozpoczęciem ewakuacji Armii Andersa z terytorium ZSRR. Z 10 Dywizją przedostał się z Kazachstanu statkiem przez Morze Kaspijskie do portu Pahlavi (ob. Bandar-e Anzali) w północnym Iranie. Następnie został skierowany do służby w północnym Iraku, do jednostki stacjonującej w Mosulu. Podczas przeszkolenia wojskowego w Iraku uzyskał 23 marca 1943 prawo jazdy do prowadzenia samochodów ciężarowych.
Następnie poprzez Palestynę dotarł z Armią Andersa do Egiptu, z Egiptu statkiem transportem wojskowym przez Morze Śródziemne z portu w Aleksandrii do Taranto na południu Włoch, dokąd dotarł 21 grudnia 1943. Służył wówczas w 3 Dywizji Strzelców Karpackich, w 3 batalionie, z funkcją obsługa działka przeciwpancernego, najpierw jako strzelec, następnie awansując na starszego strzelca. Brał udział w walkach z wojskami Niemieckimi pod Monte Cassino. W czasie decydujących walk pod Monte Cassino był odkomenderowany do lekkiej kompanii transportowej. Następnie brał udział w bitwie o Ankorę nad Morzem Adriatyckim. 16 lipca 1944 został ranny w pobliżu miasta Osimo, 20 km na południe od Ankony. Odniósł „rany cięte pośladka i okolicy rozkrocza”. Ewakuowano go do Wysuniętego Punktu Opatrunkowego. 31 lipca 1944 został przeniesiony do stacji zbornej 7 Dywizji Piechoty. 30 listopada 1944 został ewakuowany statkiem sanitarnym do Wielkiej Brytanii w celu dalszego leczenia w Szpitalu Wojennym nr 3.
Przeszedł niemal cały szlak bojowy Armią Andersa. Został demobilizowany w 1946 roku. Po wojnie postanowił pozostać na Zachodzie, zamieszkał w Glasgow, później przeniósł się do Londynu. W Wielkiej Brytanii brał udział w kursie oficerskim. Następnie pracował jako portier w hotelu. W 1964 otrzymał obywatelstwo Wielkiej Brytanii. Został członkiem organizacji kombatanckiej o nazwie Związek Karpatczyków 3 DSK.
Zmarł 26 marca 2002 w Londynie. Pochowany został w Kwaterze Żołnierzy Polskich Sił Zbrojnych na Zachodzie na Cmentarzu Wojskowym na Powązkach w Warszawie (kwatera D22, rząd 1, grób 6).

## Życie rodzinne
W 1962 wstąpił w związek małżeński z Krystyną Ryczanowską, mieli córkę. Jego rodzice i rodzeństwo wyjechało w kwietniu 1946 z Wileńszczyzny transportem kolejowym i osiedliło się na Warmii we wsi Pielgrzymowo w gminie Płoskinia. Prowadzili tam gospodarstwo rolne. Jego ojciec Andrzej Zmitrowicz (1883–1954) zmarł w Pielgrzymowie, matka Malwina (ur. 1893 w Jurczunach) przeprowadziła się do Ornety, gdzie zmarła w 1977. Rodzeństwo Mieczysława po wyprowadzeniu się z Pielgrzymowa zamieszkało wraz ze swoimi rodzinami we Fromborku, Ornecie, Bartoszycach, Gdańsku, Wrocławiu i Oświęcimiu.
Jego bratankiem jest Alfred Zmitrowicz, inżynier, profesor Instytutu w Polskiej Akademii Nauk.

## Odznaczenia
Jako kombatant za służbę w Polskich Siłach Zbrojnych na Zachodzie otrzymał kolejne awanse wojskowe i odznaczenia, między innymi:
- Srebrny Krzyż Zasługi (1974 „po raz drugi”)[4]
- Krzyż Walecznych[2]
- Medal Wojska (1947)[5]
- Krzyż Pamiątkowy Monte Cassino (15 lutego 1945)[6]